# فول کنتاکت (فیلم ۱۹۹۲)
فول کنتاکت (به انگلیسی: Full Contact) یک فیلم سینمایی هنگ کنگی در ژانر اکشن محصول سال ۱۹۹۲ به کارگردانی رینگو لام با بازی چو_یون_فات، سیمون یام و آنتونی وانگ است.

## بازیگران فیلم
- چو_یون_فات … کوی فی
- سیمون یام … قاضی
- آنتونی وانگ
- ویکتور هون کوان
- کریس لی … چانگ

## انتشار
فیلم فول کنتاکت در هنگ کنگ در تاریخ ۲۳ ژوئیه ۱۹۹۲ اکران شد. فیلم به مبلغ ۱۶٬۷۹۳٬۰۱۱ دلار هنگ کنگ به فروش رسید.